# Вышецки, Гюнтер
Гюнтер Вышецки (нем. Günter Wyszecki; варианты прочтения: Вайщек, Вышецкий; 1925 — 22 июня 1985) — германо-канадский физик и математик, внёсший важный вклад в область колориметрии, цветового порядка и цветового зрения. Один из разработчиков государственного флага Канады.

## Биография
Гюнтер Вышецки родился в Тильзите, Восточная Пруссия, Германия (ныне город Советск, в Калинградской области России). Учился в Техническом университете Берлина, где получил степень доктора технических наук. В 1953 году был удостоен стипендии Фулбрайта (англ. Fulbright Scholarship) и год проработал в секции колориметрии и фотометрии американского Национального бюро стандартов в Вашингтоне.
Затем ненадолго вернулся в Берлин, где проводил исследования в колорометрической лаборатории доктора Манфреда Рихтера, и в 1955 уехал в Канаду. Там он вошёл в национальный исследовательский совет в Оттаве, где в 1960 году стал руководителем секции оптики, а в 1982 году — помощником директора отдела физики. На этой должности оставался до самой смерти (от лейкемии). Вышецки много сделал для развития Международной комиссии по освещению, в которой с 1963 до 1975 годы являлся председателем комитета колориметрии. В течение этого времени Международная комиссия по освещению сделала много важных рекомендаций в колориметрии.
В 1964 году при разработке государственного флага Канады предложил цветовую схему (красный и белый). Дизайн кленового листа при этом выполнил Жак Сен-Рир (фр. Jacques Saint-Cyr), а пропорции придуманы Джорджем Бистом (англ. George Bist).

## Публикации
Вышецки является автором или соавтором 86 научных статей и трёх книг. Первая книга была опубликована еще в Германии в 1960 году и описывала систему цветового порядка. Его работы сегодня служат очень важным источником информации в области изучения цвета.